# ウェスターンの旅
『ウェスターンの旅』は、城卓矢のアルバム。1967年1月に東芝音楽工業からリリースされた。

## 収録曲
Side 1
1. 北風
2. カウ・ライジャ
3. テネシー・ワルツ
4. モリー・ダーリン
5. キャトル・コール
6. コールド・コールド・ハート

Side 2
1. 峠の我が家
2. アルパイン・ミルクマン
3. たそがれのワルツ (知りたくないの)
4. 淋しき汽車
5. ホンキー・トンク・マン
6. 新聞売りのジミー少年

## パーソネル
城卓矢（歌）
原田実とワゴン・エース（伴奏）
- 原田実（スティール・ギター、編曲）